# Natalie Grainger
Natalie Grainger, née le 8 juillet 1977 à Manchester, également connue sous son nom de femme mariée Natalie Pohrer, est une joueuse professionnelle de squash. Elle atteint la première place mondiale en juin 2003.

## Biographie
Natalie Grainger, née à Manchester, grandit en Afrique du Sud, qu'elle représente aux Jeux du Commonwealth de 1998, remportant une médaille de bronze.
Elle est finaliste des championnats du monde en 2002 et du British Open en 2004. Elle remporte le Qatar Classic en 2003 et l'US Open en 2004.
Dans les compétitions internationales, elle représente l'Afrique du Sud, l'Angleterre et sa patrie d'adoption les États-Unis, qu'elle rejoint lors de son mariage avec son désormais ex-mari Eddie Pohrer.
Elle a été présidente du WISPA pendant de nombreuses années avant de renoncer en 2011.

## Palmarès

### Titres
- Qatar Classic : 2003
- US Open : 2 titres (2004, 2007)
- Open de Kuala Lumpur : 2009
- Cleveland Classic : 3 titres (2007, 2008, 2009)
- Carol Weymuller Open : 1 titre (2008)
- Open du Texas : 2 titres (2007, 2008)
- Monte-Carlo Squash Classic : 2002
- Grasshopper Cup : 2002
- Hurghada International : 2002
- Open de Greenwich : 3 titres (1998, 1999, 2009)
- Championnats des États-Unis : 6 titres (2007−2011, 2013)
- Championnats d'Afrique du Sud : 1997

### Finales
- Championnats du monde : 2002
- British Open : 2004
- Hong Kong Open : 2010
- Qatar Classic : 2007
- US Open : 2006
- Open des îles Caïmans : 2009
- Open de Nouvelle-Zélande : 2009
- Qatar Airways Challenge : 2005
- Apawamis Open : 2004
- Open de Greenwich : 2 finales (2003, 2007)
- Heliopolis Open : 2002
- Open du Texas : 2 finales (2003, 2009)
- Carol Weymuller Open : 1 finale (2005)